# سنینتون
longitudeسنینتونlatitudeسنینتون

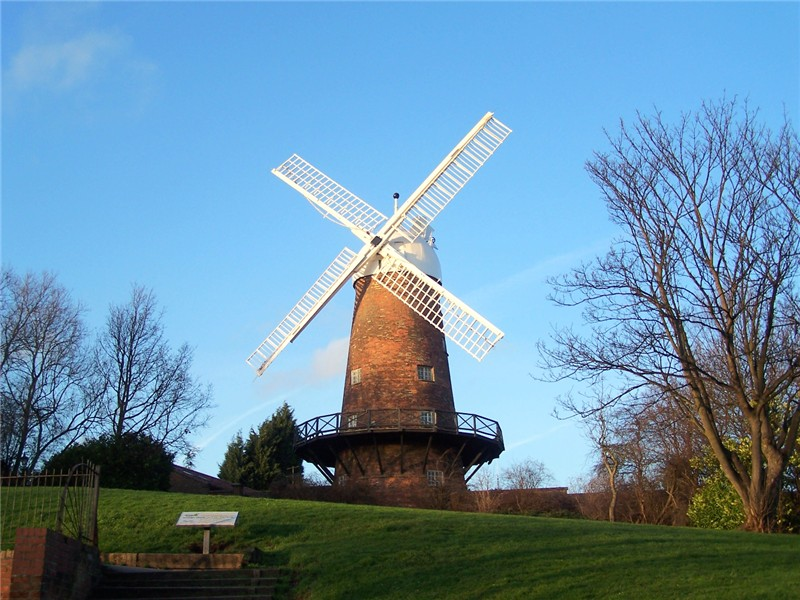
آسیاب بادی گرین در سنینتون.

سنینتون منطقه‌ای حومه‌ای در جنوب شرق ناتینگهام، انگلستان است. این ناحیه از شمال به کارلتون، از جنوب به کولویک، از جنوب غرب به میدو لین و از شرق به بیکرزفیلد محدود می‌شود.
از آسیاب بادی گرین می‌توان به عنوان یکی از بناهای دیدنی این شهر یاد کرد.

## منبع
- ویکی‌پدیای انگلیسی